# Catherine Bernardová
Catherine Bernardová (1662, Rouen – 6. září 1712, Paříž) byla francouzská básnířka, dramatička a prozaička. Do francouzské salónní literatury vnesla pohádky, při jejichž tvorbě se řídila heslem Dobrodružství ať je nepravděpodobné a emoce vždy přirozené. Napsala tři historické romány, dvě veršované tragédie, několik básní a Francouzská akademie jí udělila několik cen za poezii. I v současnosti jsou její díla uznávána pro psychologickou nuanci.

## Život
Catherine Bernardová se narodila v roce 1662 v Rouenu do hugenotské rodiny. Přes matku byla příbuzná s dramatiky Pierrem a Thomasem Corneillovými. Psát začala už v dětství a v osmnácti odešla do Paříže, aby se mohla naplno věnovat literární kariéře. V roce 1685, ve svých třiadvaceti letech, konvertovala ke katolicismu. V té době už byla dostatečně známá na to, aby se o ní pochvalně zmiňoval literární magazín Mercure de France. Mylně jí byly připisovány romány Frédéric de Sicile od Nicolase Pradona (1632–1698) a L'Ile de Bornéo od Bernarda le Bovier de Fontenelle (1657–1757). Catherine Bernardová psala celý život a po celou dobu ji příjem z publikací po finanční stránce dostatečně zabezpečoval. Zemřela 16. září 1712.

## Díla

### Romány
První román o princezně a začarovaném keři Eléonore d'Yvrée věnovaný dauphinovi Ludvíkovi Francouzskému vydala Catherine Bernardová v roce 1687. Při psaní používala podobné vyprávěcí postupy jako Madame de La Fayette a stejně jako ona zpracovávala témata hrdinů, jejichž vášně a touhy jsou v rozporu se společenským řádem a konvencemi. Dne 16. září 1687 její první román ocenil magazín Mercure de France. Následovala kniha Le Comte d'Amboise v roce 1689 o skřítkovi a jeho krásné, leč slabomyslné manželce. Poslední její román vyšel roku 1696, jednalo se o Inès de Cordoue. Tímto dílem ustanovila Bernardová základní formu pro pohádky populární v salonech. Všechny tři romány byly přetištěny v Bibliothèque de campagne v letech 1739 a 1785.

### Dramata
Bernardová byla nejúspěšnější dramatičkou sedmnáctého století. Její tragédie Laodamie (1689) o různých reakcích dvou žen na lásku se dočkala v roce uvedení, a sice 1689, třiadvaceti opakování a vynesla jí značnou peněžní sumu. Na jeviště se pak vrátila ještě v letech 1690 a 1691. Tragédie Brutus o vztahu otce k synům z roku 1690 se od prosince toho roku do srpna roku následujícího, tedy během osmi měsíců, hrála dvacet sedmkrát a byla vzkříšena ještě v roce 1973. Postavy figurující v obou dramatech jsou inspirované typickými hrdiny Pierra Corneilla a Jeana Racina.
V roce 1731 byl Voltaire časopisem Mercure de France obviněn, že jejího Bruta okopíroval při tvorbě své hry Brutus z roku 1730.

### Poezie
Po dosažení úspěchů s dramatickou tvorbou se Bernardová básnictví téměř přestala věnovat. Přesto mezi lety 1693 a 1701 ještě několik básní publikovala. Jedna z nich byla jakousi odlehčenou žádostí králi o vyplacení slíbené apanáže ve výši 200 franků. Francouzská akademie ji za poetická díla ocenila v letech 1691, 1693 a 1697. Krom toho byla Bernardová zvolena členkou básnického kroužku spadajícího pod Akademii Ricovrati v Padově.